# Michèle Petit
Michèle Petit (Paris, 1946) é uma antropóloga francesa.

## Biografia
É investigadora na Universidade de Paris (Universidade Panteão Sorbonne I) faz parte do Laboratório de dinâmicas sociais e recomposição de espaços no Centre national de la recherche scientifique, conhecido pela sigla,  CNRS (em português, 'Centro Nacional da Pesquisa Científica').
Suas investigações relatam a função da leitura na construção ou reconstrução da identidade e da importância dos espaços de leitura.  

## Obras
Livros em Língua portuguesa
- Os Jovens e a Leitura: Uma nova perspectiva, (2008).[1]
- Leituras: do espaço íntimo ao espaço público. (2013) http://www.editora34.com.br/detalhe.asp?id=795